# Saison 1941-1942 de l'Associação Académica de Coimbra
Maillots
Dernière mise à jour : 23 mai 2014.
Chronologie
Saison précédente Saison suivante
Huitième saison du club des étudiants en championnat du Portugal de I Divisão. Après avoir à nouveau remporté le championnat de l'AF Coimbra, l'Académica participe au championnat du Portugal dont il termine à la cinquième place pour la seconde année consécutive.
Le club est éliminé au premier tour de la coupe du Portugal.
L'expérimenté attaquant de la Negra Alberto Gomes, prend les rênes de l'équipe séniors. Il disputera encore quelques matchs cette saison.

## Effectif
L'équipe est toujours constitué principalement par des étudiants et ne subit donc pas de profonds changements. Il est à noter les départs de Portugal, et Manuel da Costa qui arrêtent leur carrière de footballeur. L'entraîneur-joueur Alberto Gomes, est à nouveau sélectionné en équipe du Portugal.
Effectif des joueurs de l'Académica de Coimbra lors de la saison 1941-1942.

### Sélection internationale
Alberto Gomes, alors entraineur-joueur de l'Académica est à nouveau appelé en sélection pour un match amical face à la Suisse (victoire 3 à 0), soit quasiment deux ans jours pour jours. À cette occasion il marque le premier but de la seleção, qui reste sa seule et unique réalisation.
| Joueur        | Sélection | Type de match(s) | Date(s)          |
| Alberto Gomes | A         | Match amical     | 1er janvier 1942 |

## Les rencontres de la saison

### Campeonato de l'AF Coïmbra
| Date | Journée | Adversaire          | Lieu | Score | Buteurs de l'AAC | Class. | Public |
| ---- | ------- | ------------------- | ---- | ----- | ---------------- | ------ | ------ |
| -    | -       | Anadia FC           | -    | -     | -                | -      | -      |
| -    | -       | Naval 1º de Maio    | -    | -     | -                | -      | -      |
| -    | -       | CF União de Coimbra | -    | -     | -                | -      | -      |
| -    | -       | Lusitãnia DC        | -    | -     | -                | -      | -      |
| -    | -       | SC Conimbricense    | -    | -     | -                | -      | -      |
| -    | -       | Anadia FC           | -    | -     | -                | -      | -      |
| -    | -       | Naval 1º de Maio    | -    | -     | -                | -      | -      |
| -    | -       | CF União de Coimbra | -    | -     | -                | -      | -      |
| -    | -       | Lusitãnia DC        | -    | -     | -                | -      | -      |
| -    | -       | SC Conimbricense    | -    | -     | -                | -      | -      |

Légende
Dom. = à domicile; Ext. = à l'extérieur; Class. = classement

### Campeonato Nacional da I Divisão
L'Académica réalise ne excellente première partie de championnat ne concédant que 3 défaites lors des matchs aller. Réalisant d'excellentes performances grâce à son jeune buteur, Armando, qui n'a que 18 ans. La Négra joue les premiers rôles, tantôt deuxième, tantôt troisième derrière le Sporting, et le Benfica.
Malheureusement les bons résultats ne permettent pas aux joueurs d'Alberto Gomes d'accumuler suffisamment d'avance.
A 3e journées de la fin ils sont encore sur le podium mais ils subissent trois défaites d'affilée et chutent à la cinquième place.
Il est à noter que la Briosa n'a obtenue aucun nul sur 22 matchs joués, 13 victoires contre 9 défaites.
| Date            | Journée | Adversaire        | Lieu | Score  | Buteurs de l'AAC                                                                  | Class. | Public |
| --------------- | ------- | ----------------- | ---- | ------ | --------------------------------------------------------------------------------- | ------ | ------ |
| 18 janvier 1942 | J01     | FC Barreirense    | Ext. | 6 - 2  | Micael 53e, Lemos 83e                                                             | 10e    | n.c.   |
| 25 janvier 1942 | J02     | Leça FC           | Dom. | 6 - 2  | Armando 26e et 50e, Nini 44e et 75e, Alberto Gomes 53e, Lomba 80e                 | 6e     | n.c    |
| 1 février 1942  | J03     | Carcavelinhos FC  | Ext. | 1 - 3  | Armando 53e, 72e et 77e                                                           | 5e     | n.c    |
| 8 février 1942  | J04     | SL Benfica        | Dom. | 3 - 1  | Armando 32e et 44e, Nini 34e                                                      | 5e     | n.c.   |
| 16 février 1942 | J05     | CF Os Unidos      | Ext. | 2 - 3  | Armando 35e et 75e, Peseta 46e                                                    | 3e     | n.c.   |
| 22 février 1942 | J06     | Académico FC      | Dom. | 6 - 3  | Armando 20e et 42e, Peseta 52e, Nini 70e, Micael 78e et 89e                       | 2e     | n.c.   |
| 1 mars 1942     | J07     | SC Olhanense      | Dom. | 7 - 1  | Peseta 5e et 53e, Armando 46e et 66e, Lemos 55e et 75e, Micael 59e                | 2e     | n.c.   |
| 8 mars 1942     | J08     | FC Porto          | Ext. | 3 - 2  | Armando 8e et 14e                                                                 | 3e     | n.c.   |
| 15 mars 1942    | J09     | Os Belenenses     | Dom. | 5 - 2  | Micael 1re et 62e, Lemos 42e et 75e, Nini 89e                                     | 2e     | n.c    |
| 22 mars 1942    | J10     | Sporting CP       | Ext. | 3 - 1  | Octaviano 20e                                                                     | 3e     | n.c.   |
| 29 mars 1942    | J11     | Vitória Guimarães | Dom. | 4 - 3  | Micael 31e et 39e, Armando 35e, Nini 65e                                          | 3e     | n.c    |
| 5 avril 1942    | J12     | FC Barreirense    | Dom. | 10 - 1 | Lemos 27e, 68e et 76e, Armando 28e, 29e, 44e, 51e, 60e et 65e, Alberto Gomes 83e  | 3e     | n.c.   |
| 12 avril 1942   | J13     | Leça FC           | Ext. | 1 - 2  | Micael 82e et 85e                                                                 | 2e     | n.c    |
| 19 avril 1942   | J14     | Carcavelinhos FC  | Dom. | 9 - 1  | Armando 2e, 75e et 77e, Lemos 32e, 42e, 61e et 85e, Alberto Gomes 54e, Micael 71e | 2e     | n.c    |
| 26 avril 1942   | J15     | SL Benfica        | Ext. | 4 - 1  | Armando 20e                                                                       | 3e     | n.c.   |
| 3 mai 1942      | J16     | CF Os Unidos      | Dom. | 4 - 1  | Joaquim João 23e, Lemos 48e, Micael 67e et 79e                                    | 3e     | n.c.   |
| 10 mai 1942     | J17     | Académico FC      | Ext. | 3 - 2  | Nini 33e, Armando 49e                                                             | 3e     | n.c.   |
| 17 mai 1942     | J18     | SC Olhanense      | Ext. | 3 - 2  | Lemos 6e, Armando 21e                                                             | 3e     | n.c.   |
| 24 mai 1942     | J19     | FC Porto          | Dom. | 1 - 0  | Micael 24e                                                                        | 3e     | n.c.   |
| 31 mai 1942     | J20     | Os Belenenses     | Ext. | 4 - 0  |                                                                                   | 5e     | n.c    |
| 7 juin 1942     | J21     | Sporting CP       | Dom. | 1 - 2  | Nini 20e                                                                          | 5e     | n.c.   |
| 14 juin 1942    | J22     | Vitória Guimarães | Ext. | 4 - 3  | Peseta 4e, Nini 47e, Alberto Gomes 58e                                            | 5e     | n.c    |

Légende
Dom. = à domicile; Ext. = à l'extérieur; Class. = classement

### Taça de Portugal
L'Académica pour son premier tour rencontre un adversaire qui semble être à sa portée, mais les joueurs de Coimbra concède un premier nul dans les compétitions nationales. Le règlement ayant changé il n'y a pas de match retour contrairement aux autres années. Les deux équipes doivent passer par un match d'appuis trois jours plus tard, ce qui déterminera le vainqueur. L'Académica malgré une belle première mi-temps chute et se voit éliminé dès le premier tour.
| Date         | Tour                | Adversaire   | Lieu | Score | Buteurs de l'AAC                        | Public |
| ------------ | ------------------- | ------------ | ---- | ----- | --------------------------------------- | ------ |
| 21 juin 1942 | 1/8e                | CF Os Unidos | Ext. | 3 - 3 | Peseta (1), Alberto Gomes (1), Nini (1) | n.c.   |
| 24 juin 1942 | 1/8e Match d'appuis | CF Os Unidos | Ext. | 4 - 2 | Armando (2)                             | n.c.   |

## Statistiques

### Statistiques collectives
| Compétition      | Débute au tour | Place ou tour final | Matches joués | Gagnés | Nuls | Perdus | Buts pour | Buts contre | Différence |
| AF Coïmbra       | -              | 1er                 | -             | -      | -    | -      | -         | -           | -          |
| I Divisão        | 1re Journée    | 5e                  | 22            | 13     | 0    | 9      | 77        | 51          | +26        |
| Taça de Portugal | 1/8e de finale | 1/8e de finale      | 2             | 0      | 1    | 1      | 5         | 7           | -2         |
| Total            | -              | -                   | 24            | 13     | 1    | 10     | 82        | 58          | +24        |

### Statistiques individuelles
Ce tableau récapitule l'ensemble des statistiques des joueurs dans les différentes compétitions disputées lors de la saison 1941-42 (hors matches amicaux et championnat de l'AF Coimbra).
| Nat. | Nom                | Campeonato Nacional da I Divisão | Campeonato Nacional da I Divisão | Campeonato Nacional da I Divisão | Campeonato Nacional da I Divisão | Taça de Portugal | Taça de Portugal | Taça de Portugal | Taça de Portugal | Total | Total       | Total  | Total        |
| Nat. | Nom                | M.j.                             | But inscrit                      | Averti                           | Carton rouge                     | M.j.             | But inscrit      | Averti           | Carton rouge     | M.j.  | But inscrit | Averti | Carton rouge |
|      | Octaviano          | 22                               | 1                                | -                                | -                                | 2                | 0                | -                | -                | 24    | 1           | -      | -            |
|      | Mário Reis         | 22                               | 0                                | -                                | -                                | 2                | 0                | -                | -                | 24    | 0           | -      | -            |
|      | Micael             | 22                               | 14                               | -                                | -                                | 1                | 0                | -                | -                | 23    | 14          | -      | -            |
|      | César Machado      | 21                               | 0                                | -                                | -                                | 2                | 0                | -                | -                | 23    | 0           | -      | -            |
|      | Chico Lopes        | 21                               | 0                                | -                                | -                                | 2                | 0                | -                | -                | 23    | 0           | -      | -            |
|      | Armando            | 20                               | 28                               | -                                | -                                | 2                | 2                | -                | -                | 22    | 30          | -      | -            |
|      | Alberto Gomes      | 20                               | 4                                | -                                | -                                | 2                | 1                | -                | -                | 22    | 5           | -      | -            |
|      | Lomba              | 20                               | 1                                | -                                | -                                | 1                | 0                | -                | -                | 21    | 1           | -      | -            |
|      | Nini               | 18                               | 9                                | -                                | -                                | 2                | 1                | -                | -                | 20    | 10          | -      | -            |
|      | Acácio             | 17                               | 0                                | -                                | -                                | 2                | 0                | -                | -                | 19    | 0           | -      | -            |
|      | Lemos              | 14                               | 14                               | -                                | -                                | 0                | 0                | -                | -                | 14    | 14          | -      | -            |
|      | Peseta             | 12                               | 5                                | -                                | -                                | 2                | 1                | -                | -                | 14    | 6           | -      | -            |
|      | Vasco              | 5                                | 0                                | -                                | -                                | 0                | 0                | -                | -                | 5     | 0           | -      | -            |
|      | Joaquim João       | 3                                | 1                                | -                                | -                                | 1                | 0                | -                | -                | 4     | 1           | -      | -            |
|      | Nana               | 2                                | 0                                | -                                | -                                | 0                | 0                | -                | -                | 2     | 0           | -      | -            |
|      | José Maria Antunes | 1                                | 0                                | -                                | -                                | 0                | 0                | -                | -                | 1     | 0           | -      | -            |
|      | Veloso             | 1                                | 0                                | -                                | -                                | 0                | 0                | -                | -                | 1     | 0           | -      | -            |
|      | Oliveira           | 0                                | 0                                | -                                | -                                | 1                | 0                | -                | -                | 1     | 0           | -      | -            |
|      | Faustino           | 0                                | 0                                | -                                | -                                | 0                | 0                | -                | -                | 0     | 0           | -      | -            |
|      | Redondo            | 0                                | 0                                | -                                | -                                | 0                | 0                | -                | -                | 0     | 0           | -      | -            |

Légende
Nat. = nationalité; M.j. = match(s) joué(s)

### Statistiques buteurs
Le jeune Armando (19 ans) termine meilleur buteur du club, et deuxième ex-aequo avec le grand Fernando Peyroteo du Sporting CP, du classement des meilleurs buteurs du championnat portugais.
Ce tableau récapitule l'ensemble des statistiques des buteurs dans les différentes compétitions nationales, disputées lors de la saison.
| Place   | Nom           | Campeonato Nacional da I Divisão | Taça de Portugal | TOTAL des BUTS |
| 1       | Armando       | 28 buts                          | 2 buts           | 30 buts        |
| 2       | Lemos         | 14 buts                          | 0 but            | 14 buts        |
| 3       | Micael        | 14 buts                          | 0 but            | 14 buts        |
| 4       | Nini          | 9 buts                           | 1 but            | 10 buts        |
| 5       | Peseta        | 5 buts                           | 1 but            | 6 buts         |
| 6       | Alberto Gomes | 4 buts                           | 1 but            | 5 buts         |
| 7       | Joaquim João  | 1 but                            | 0                | 1 but          |
| 8       | Lomba         | 1 but                            | 0                | 1 but          |
| 9       | Octaviano     | 1 but                            | 0                | 1 but          |
| Détails | 9 buteurs     | 77 buts                          | 5 buts           | 82 BUTS        |